# Сапоги (фильм)
«Сапоги» — советский короткометражный телефильм режиссёра Владимира Немоляева по одноимённому рассказу А. П. Чехова. Производство киностудии «Мосфильм» по заказу Центральной студии телевидения. Фильм закончен в 1957 году, на экраны вышел в мае 1958 года.

## Сюжет
Проживающий в меблированных номерах фортепианный настройщик Муркин не находит утром на привычном месте своих сапог. Узнав от коридорного Семёна, что тот спьяну отнёс их в соседний номер, и получив их назад от некоей актрисы, Муркин обнаруживает, что его сапоги — вовсе не его, и вообще оба они на левую ногу.
Семён вспоминает, что в соседнем номере каждый вторник бывает актёр Блистанов, а под утро уходит. На этот раз он, видимо, ушёл в сапогах Муркина. Коридорный советует зайти вечером в театр и обменяться обувью. Однако Муркину «доктора приказали ноги в тепле держать», к тому же его ожидает генеральша Шевелицына.
Поиски сапог оборачиваются для героя непредвиденными происшествиями, которые чуть было не приводят к трагедии.

## В ролях
- Михаил Яншин — настройщик Афанасий Егорович Муркин
- Михаил Жаров — актёр Павел Александрович Блистанов
- Анастасия Георгиевская — генеральша Шевелицына
- Александр Сашин-Никольский — коридорный Семён
- Андрей Тутышкин — актёр (король Бобеш)

## Съёмочная группа
- Автор сценария и режиссёр-постановщик: Владимир Немоляев
- Оператор: Виктор Масленников
- Художник-постановщик: Арнольд Вайсфельд
- Композитор: Антонио Спадавеккиа
- Звукооператор: Евгения Индлина
- Оркестр главного управления по производству фильмов, дирижёр Григорий Гамбург

## Актёрские образы
В картине приняли участие несколько крупных актёров, чьё творчество так или иначе было связано с Чеховым. Михаил Яншин, исполнитель «чеховских» ролей в пяти фильмах и ряде спектаклей, признавался, что в писателе чувствует современника: 
Самое радостное, самое волнующее в каждой из них — это сближение с Чеховым-лириком, с необычайно сложным и увлекательным миром тончайшей чеховской драматургии... Играя роль фортепьянного настройщика Муркина в «Сапогах», не акцентируешь внимания зрителя на знаменитом «я человек болезненный, ревматический», а стараешься подвести его к конечному «я человек раненый».
Абрам Штейн писал, что Александру Сашину-Никольскому нравились внутренняя собранность, деликатность, такт Чехова, и его кинороли «были отмечены тем же безошибочным пониманием стиля писателя, тонкостью приёмов, нужных для интерпретации Чехова»:
Вот деталь из картины «Сапоги». Настройщик (его играет М. Яншин) спрашивает у коридорного, где находятся его сапоги. Коридорный смотрит на пол, а потом поднимает глаза на потолок и рассматривает его блаженно-добродушным взглядом. Эта забавная деталь свидетельствует, что коридорный беспробудно пьян и вряд ли можно надеяться, что он сапоги отыщет.